# Pachyphytum bracteosum
Pachyphytum bracteosum är en fetbladsväxtart som beskrevs av Link, Klotzsch och Otto.
Pachyphytum bracteosum ingår i släktet Pachyphytum och familjen fetbladsväxter. Inga underarter finns listade i Catalogue of Life.

## Bildgalleri

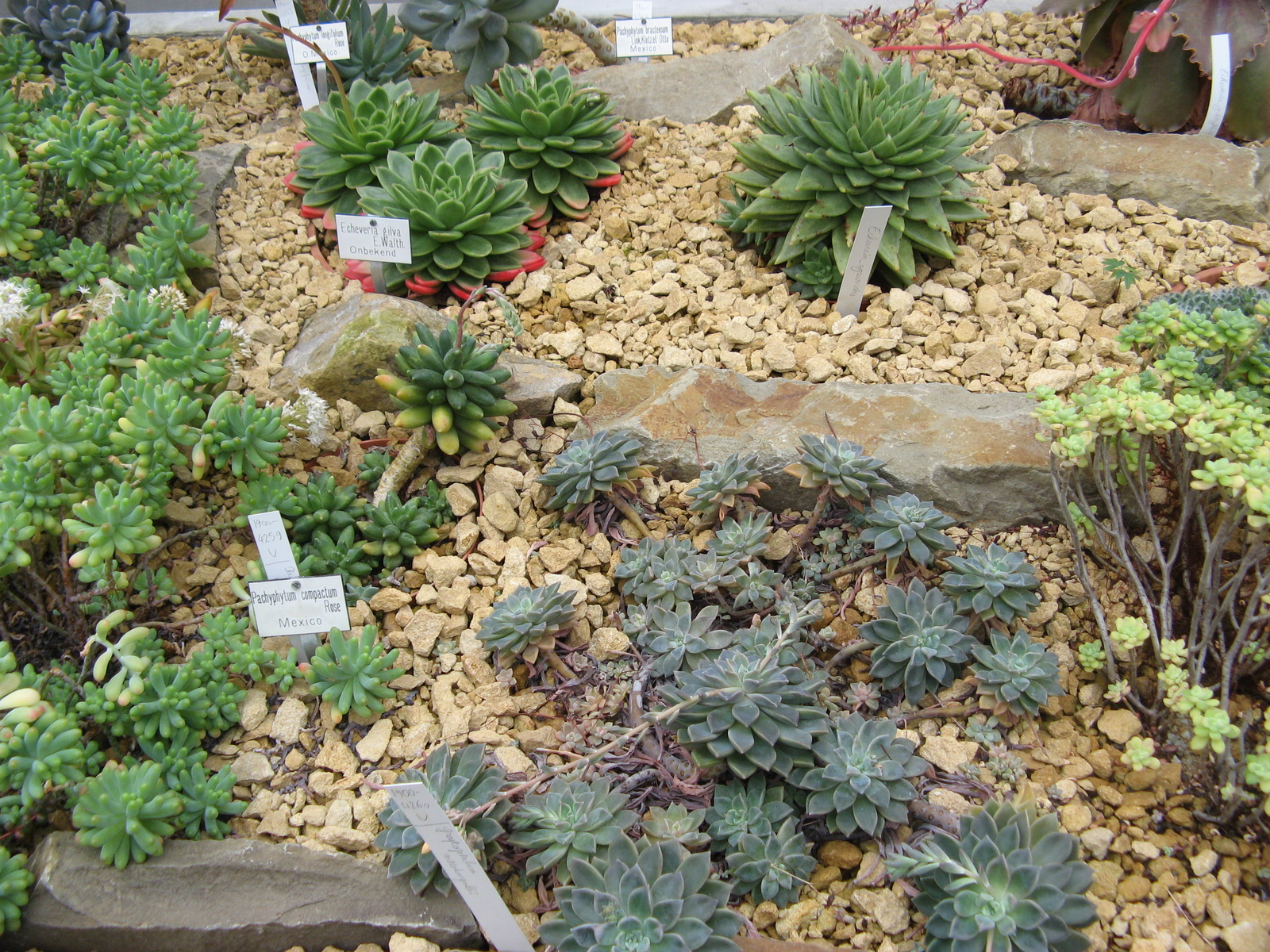
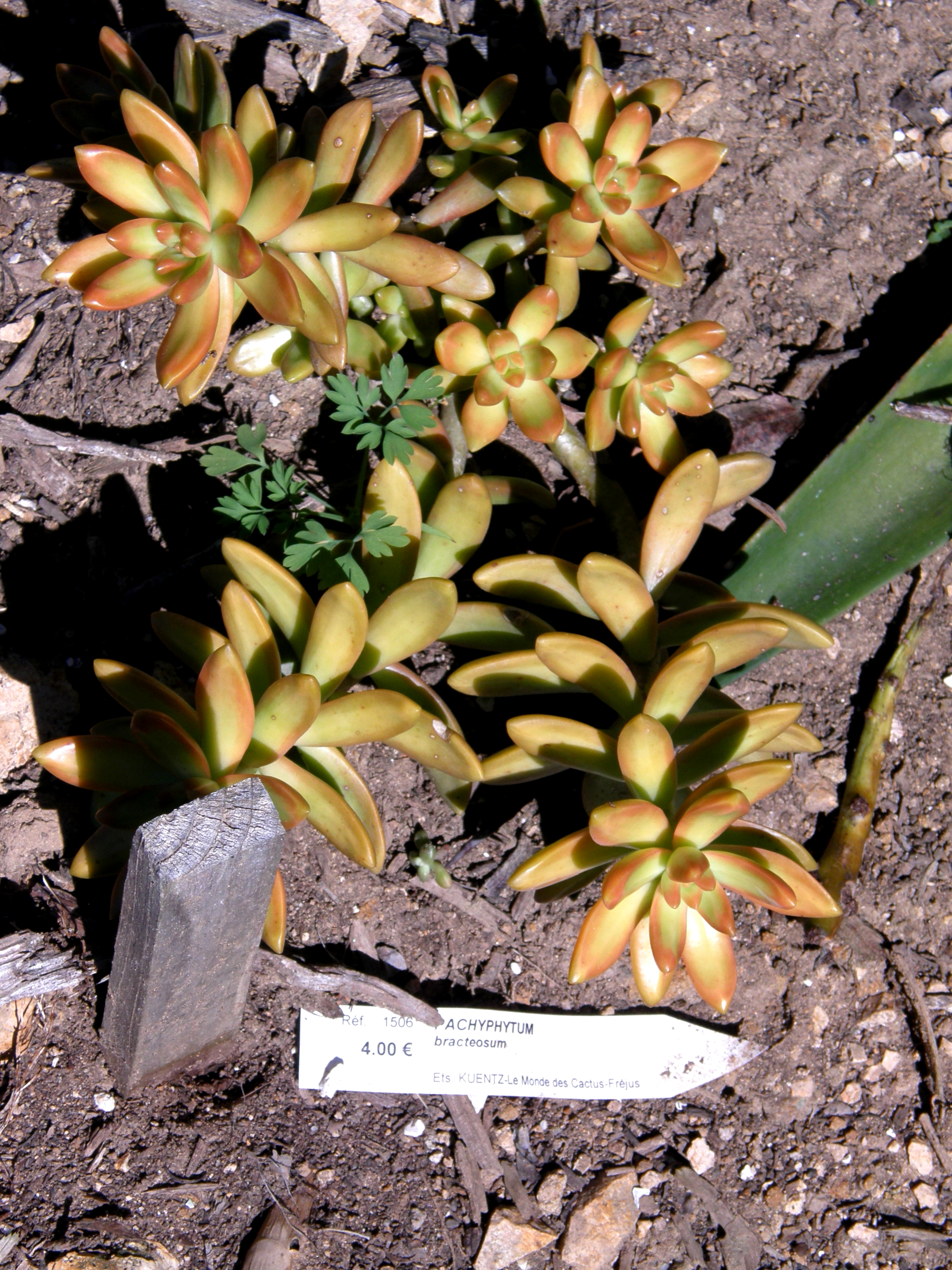
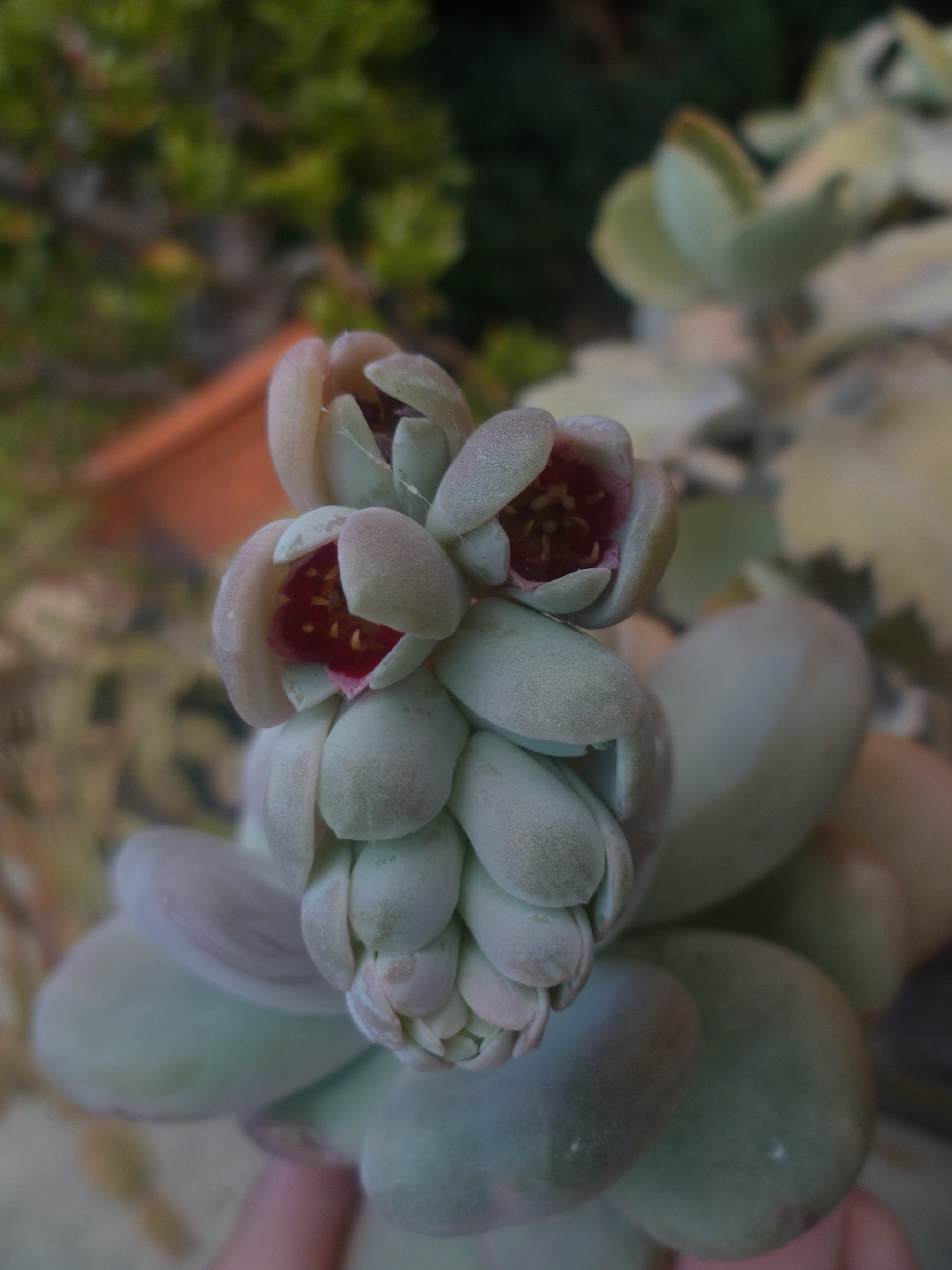